# Hrane el Gauta
Hrane el Gauta o Hrane Gautske fue un caudillo vikingo de los gautas de Suecia en el siglo IX, jarl de los territorios de Svinesund y Göta älv que pertenecían al rey Erik Anundsson.  En todos esos territorios, la población aceptaba a Erik como su rey.
Según la saga Heimskringla (saga del rey Harald), hubo un incidente cruento con el caudillo Åke (a quien Erik mató por traición), uno de los antiguos hombres de Halfdan el Negro y favorable a Harald I de Noruega. Al conocer Harald de su muerte, persiguió al rey sueco hasta verle pero ya había llegado a la frontera de Götaland y consideró mejor regresar a sus territorios. A partir de entonces, Harald dedicó todo el otoño matando a los hombres del rey sueco en Vermland. En el invierno, Harald devastó y quemó el reino de Ranrike y los noruegos invadieron Götaland, ganando las batallas, en una de esas batallas murió Hrane Gautske y Harald se proclamó monarca de toda tierra al norte de Göta älv y al oeste del lago Vänern y puso a su hijo Guttorm como gobernador y defensor del territorio con un gran ejército. 